# José Sena Goulão
José Sena Goulão (Lisboa, 1979) é um fotojornalista português que trabalha para a Agência Lusa desde 2008. É um dos mais reputados profissionais portugueses da sua geração, na área da fotografia.

## Biografia
Apesar de ter nascido em Lisboa, José Sena Goulão cresceu em Faro, no Algarve, e ainda viveu nos Estados Unidos da América. Licenciado em Educação Física, começou o seu percurso na área da fotografia em 2005, depois de uma viagem a Itália com um amigo onde aprendeu as bases da técnica fotográfica.
Decidiu investir num curso e estou fotografia no Ar.Co. Ao mesmo tempo, procurou ser parceiro das duas maiores produtoras de espetáculos portuguesas, de forma a conseguir construir um portefólio na vertente de que mais gostava: espetáculo. Em 2007, estagiou na Agência Lusa, onde, mais tarde, acabaria por trabalhar.
Em 2012, juntamente com Patrícia de Melo Moreira, foi agredido pela Polícia de Segurança Pública a 22 de Março, durante as manifestações que marcaram uma greve geral.
Venceu o Prémio Nuno Ferrari do CNID - Clube Nacional da Imprensa Desportiva (Associação dos Jornalistas de Desporto), em 2013, na categoria de Desporto.
Em 2019-2020, ganha Prémio Gazeta de Fotografia.
Foi o orador convidado da terceira edição do Meet The Pro, em 2021, uma iniciativa organizada pela Canon Portugal e pela Escola Superior de Comunicação Social, no âmbito do programa educacional Canon Creative Plan.
Enquanto profissional, e ao serviço da Agência Lusa, fotografou os Jogos Olímpicos de Paris, em 2024.